# 楚米镇
楚米镇，是中华人民共和国贵州省遵义市桐梓县下辖的一个乡镇级行政单位。

## 行政区划
楚米镇下辖以下地区：
楚蔬社区、高山村、三台村、元田村、三座村和八一村。